# HE0450-2958

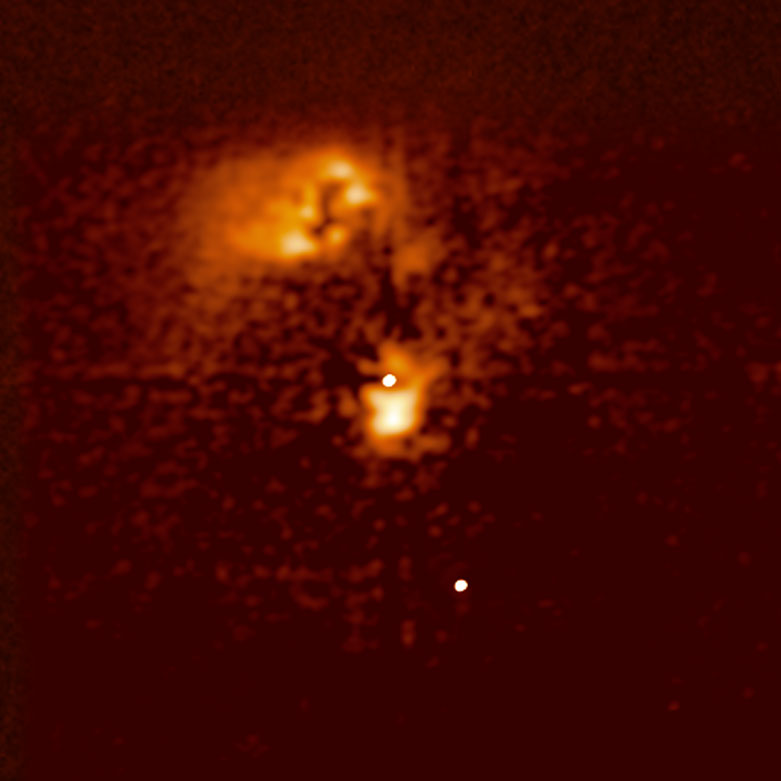
Kwazar HE0450-2958 (HST)

HE0450-2958 – kwazar położony w gwiazdozbiorze Rylca odległy o około 5 miliardów lat świetlnych od Ziemi. Jest to jedyny znany kwazar bez „gościnnej” galaktyki.
Według najpopularniejszej teorii kwazary to supermasywne czarne dziury otoczone galaktyką, która służy jako „pożywienie” dla czarnej dziury. Swoją niezwykłą jasność kwazary zawdzięczają energii wyzwolonej przez materię wchłanianą przez czarną dziurę, jednak w pobliżu HE0450-2958 nie odkryto żadnej galaktyki, która mogłaby stanowić potencjalne źródło materii. Według naukowców badających ten kwazar może być on wynikiem kolizji dwóch galaktyk, w wyniku czego jedna czarna dziura stanowiąca serce galaktyki została wyrzucona poza przestrzeń zajmowaną przez zderzające się galaktyki, ciągnąc jednak za sobą wystarczająco dużo materii międzygwiezdnej, która nadal „napędza” znajdującą się w sercu kwazara czarną dziurę.